# Довмонтова башня
Довмонтова башня, также Смердья — часть укреплений Пскова, юго-западная башня Псковского кремля. Памятник архитектуры федерального значения.
Довмонтов город известен с 1370-х годов. Смердья башня впервые упоминается в описях 1644 года. Тогда она имела ширину 3,2 метра и две платформы для пушек.

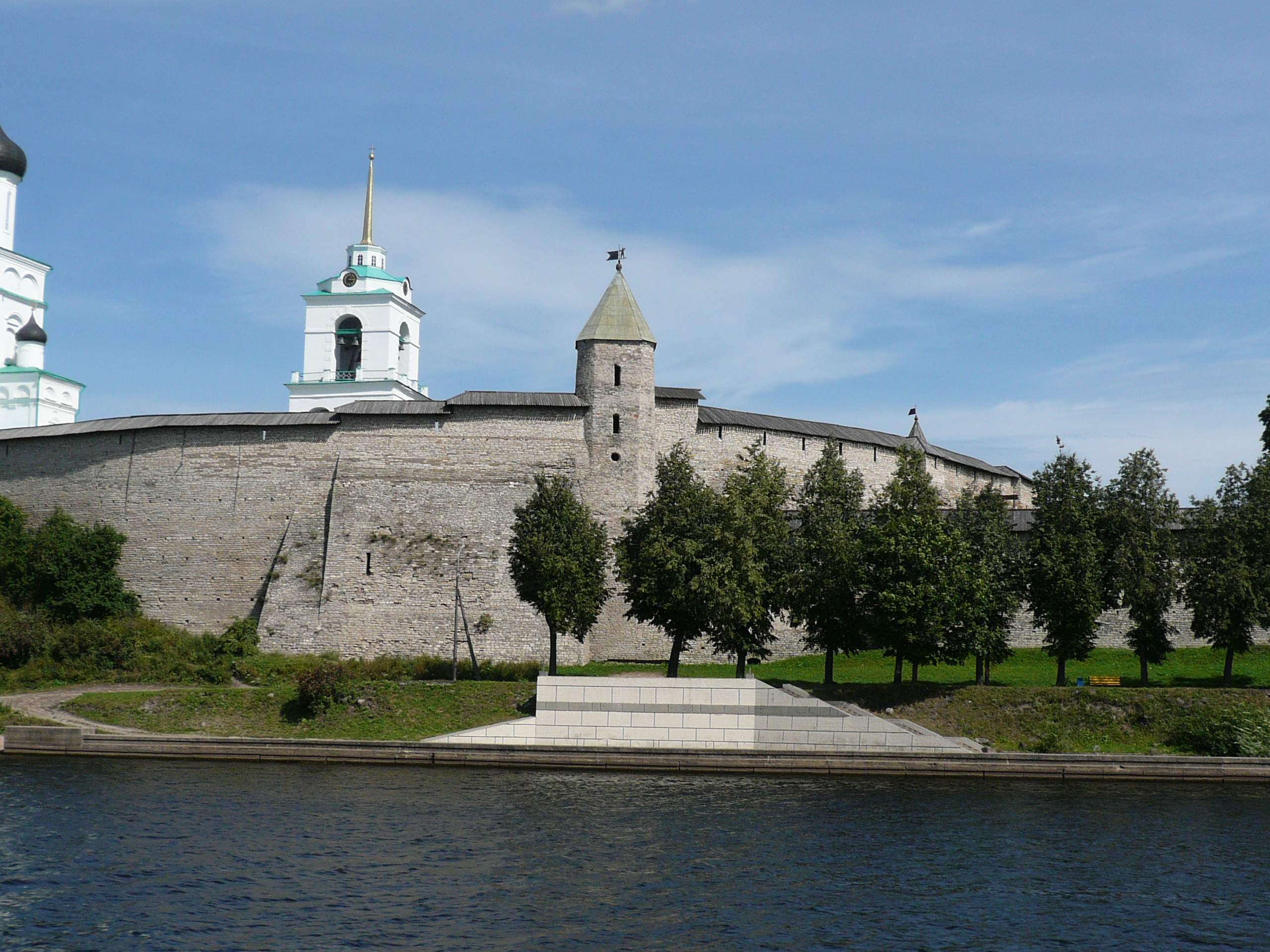
Вид с Великой

У Смердьей башни и Смердьих ворот находился Смердий захаб (проход). В настоящее время он раскопан со стороны вечевой площади. В глубоком раскопе видно, что поверхность дороги, которая вела к древним воротам, была на несколько метров ниже современной поверхности земли.

Средневековая Смердья башня была больше и массивней современной Довмонтовой. Современная башня была построена вместо древней по проекту архитектора Константина Тона в 1866 году согласно указу Александра Второго от 14 ноября 1857 года.
На кровле башни установлен кованый прапор-флюгер, изображающий русского воина.